# 都市職員共済組合
都市職員共済組合（とししょくいんきょうさいくみあい）とは、特定の市の職員を組合員として構成される共済組合である。

## 概要
地方公務員等共済組合法に基づいて設立された共済組合で、市町村職員共済組合に加盟していない一部の市に1組合置かれている。現在のところ、政令指定都市の仙台市職員共済組合と豊橋市、岡崎市、一宮市、瀬戸市、半田市、春日井市、豊川市、津島市、碧南市、刈谷市、豊田市、安城市で構成された愛知県都市職員共済組合、函館市、小樽市、旭川市、室蘭市、帯広市、岩見沢市、夕張市、網走市、美唄市、苫小牧市、稚内市、留萌市で構成された北海道都市職員共済組合がある。札幌市職員共済組合と名古屋市職員共済組合は指定都市職員共済組合として単独で運営している。その他の自治体は市町村職員共済組合に加入している。北海道都市職員共済組合は宿泊施設を運営している。市町村職員共済組合および指定都市職員共済組合と共に全国市町村職員共済組合連合会を構成している。2010年3月31日まで熊本市に熊本市職員共済組合があったが4月1日より解散し熊本県市町村職員共済組合に加入した。

## 構成団体
- 北海道都市職員共済組合
- 仙台市職員共済組合
- 愛知県都市職員共済組合

## 宿泊施設
- ホテルノースシティ（札幌市）